# الدوري القطري 1990–91
إحصائيات دوري نجوم قطر في موسم 1990-91.

## نظرة عامة
حقق العربي لقب البطولة.